# Valentín Grimalt
Valentín Grimalt Oruez (Mendoza, 2 luglio 1989) è un hockeista su pista argentino, di ruolo portiere.

## Palmarès

### Club

#### Competizioni nazionali
- Campionato argentino: 1

Club Petrolero: 2013
- Supercoppa di Spagna: 1

Deportivo Liceo: 2016-2017
- Campionato francese: 1

Quévert: 2017-2018
- Supercoppa italiana: 1

Amatori Lodi: 2018
- Coppa Italia: 1

Amatori Lodi: 2020-2021
- Campionato italiano: 1

Amatori Lodi: 2020-2021

### Nazionale
- Campionato mondiale: 1

Argentina: 2015
- Coppa delle Nazioni: 1

Argentina: 2017